# Ennedi
Ennedi gorje ili Ennedi visoravan je planinski vijenac pješčenjaka u pustinji Sahari, regija istočni Ennedi u sjeveroistočnom Čadu. Krajolik je prepun prirodnih kamenih litica, klanaca, stupova, lukova i mostova koji su djelo tisućljećnog djelovanja erozija i vjetra. turistička atrakcija. Ovo područje je potpuno okruženo pješčanim pustinjama i samo su karavane deva uspijevale proći kroz duboke doline Ennedija, tako da je kulturno bio pod raznim ujecajima.
U najvećim klancima, stalna prisutnost vode igra bitnu ulogu u ekosustavu gorja održavajući biljni i životinjski svijet, kao i ljudski život. Tisuće slike su oslikane i uklesane na površinam stijena špilja, kanjona i skloništa, predstavljajući jedan od najvećih sastava umjetnosti na stijenama u Sahari. Područje je ipak najslavnije po bogatstvu prapovijesnim petroglifima (kao što je nalazište Niola Doa iz oko 4000. pr. Kr.), zbog čega je 2016. godine upisano na UNESCO-ov popis mjesta svjetske baštine u Africi kao mješovita kulturna i prirodna svjetska baština Čada.

## Fauna
Ennedi gorje je bogato životinjskim vrstama kao što je pustinjski krokodil (Crocodylus suchus) koji su na ovom području postali patuljasti zahvaljujući izolaciji. Mogu se pronaći samo u nekoliko jezera riječnih klanaca kao što je guelta (privremeno jezero) d'Archei i prijeti im istrebljenje. Također, posljednja podvrsta zapadnoafričkog lava (Panthera leo senegalensis)je živila ovdje do 1940-ih kada su posljednji put viđeni. No, još uvijek se mogu pronaći pokoji primjerci ugroženih vrsta kao što su: saharska oriks antilopa (Oryx dammah) i sudanski gepard (Acinonyx jubatus soemmeringii)

## Poveznice
Slični lokaliteti u Africi:
- Tsodilo (Bocvana)
- Kondoa (Tanzanija)
- Tasili n'Adžer (Alžir)
- Chongoni (Malavi)
- Ténéré (Niger)

## Vanjske poveznice
- Prirodni lukovi Ennedija  Arhivirana inačica izvorne stranice od 28. veljače 2017. (Wayback Machine) (engl.)